# Allium thunbergii
Allium thunbergii är en amaryllisväxtart som beskrevs av George Don jr. Allium thunbergii ingår i släktet lökar, och familjen amaryllisväxter.

## Underarter
Arten delas in i följande underarter:
- A. t. deltoides
- A. t. teretifolium
- A. t. thunbergii

## Bildgalleri

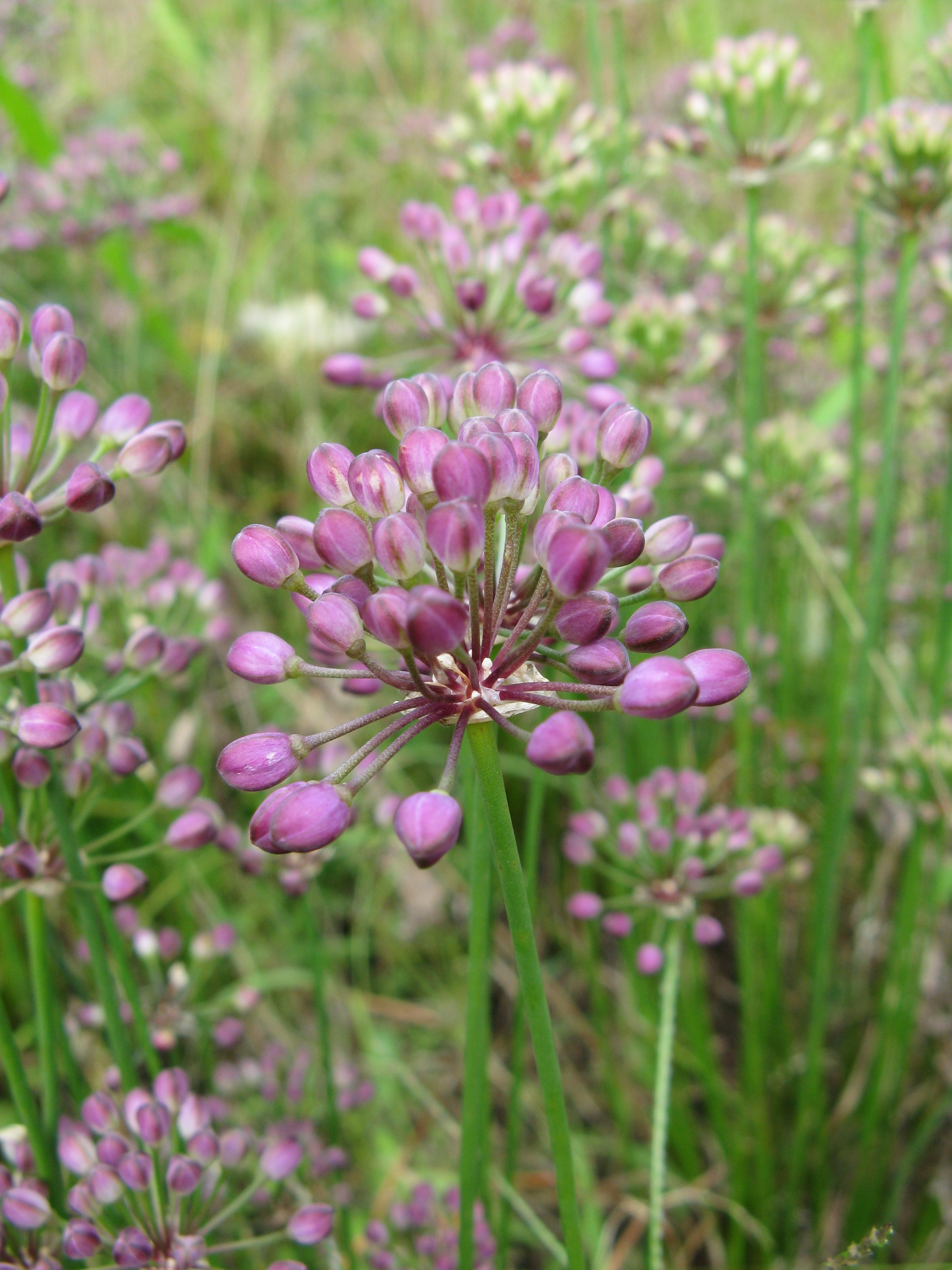
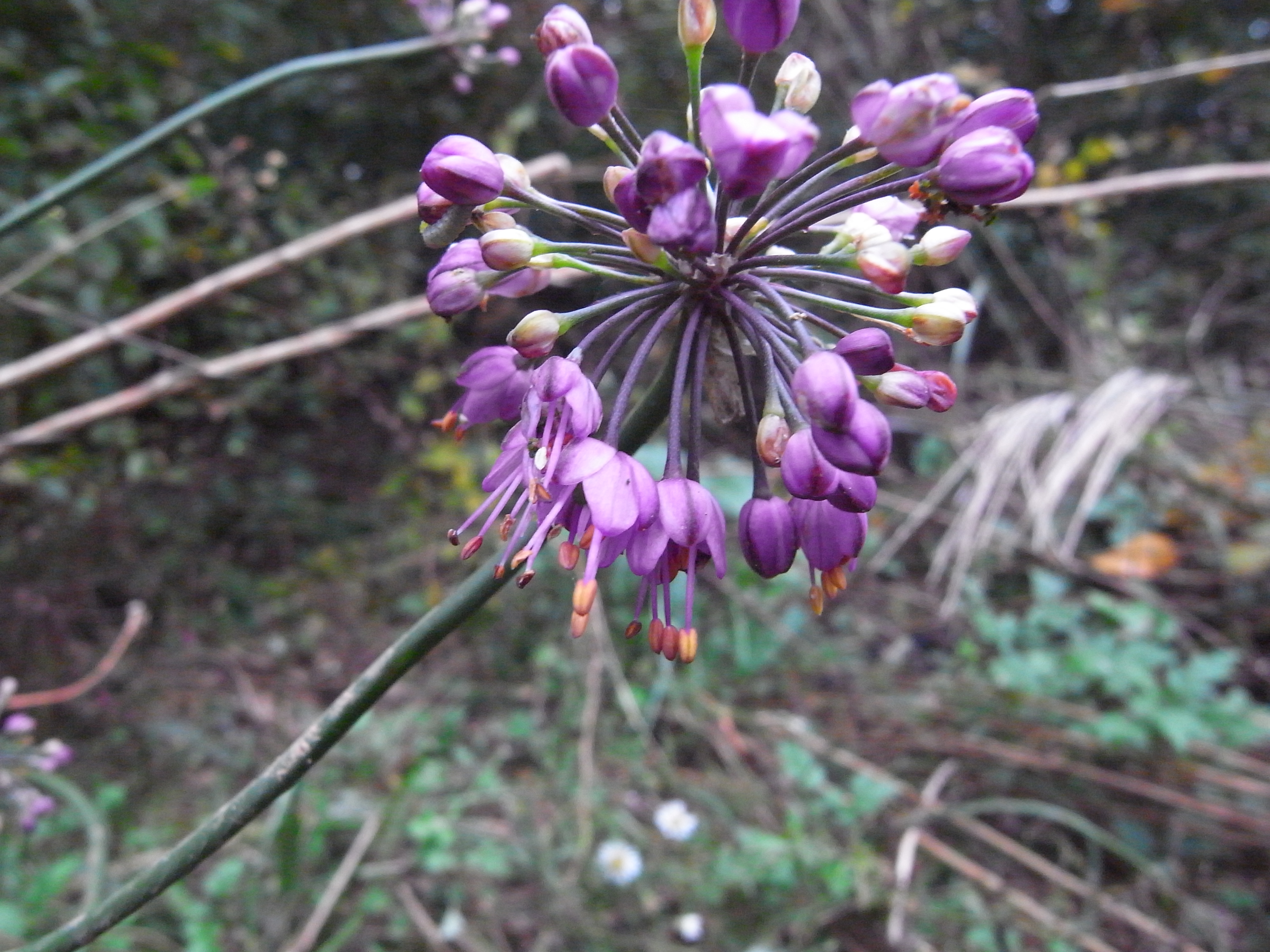
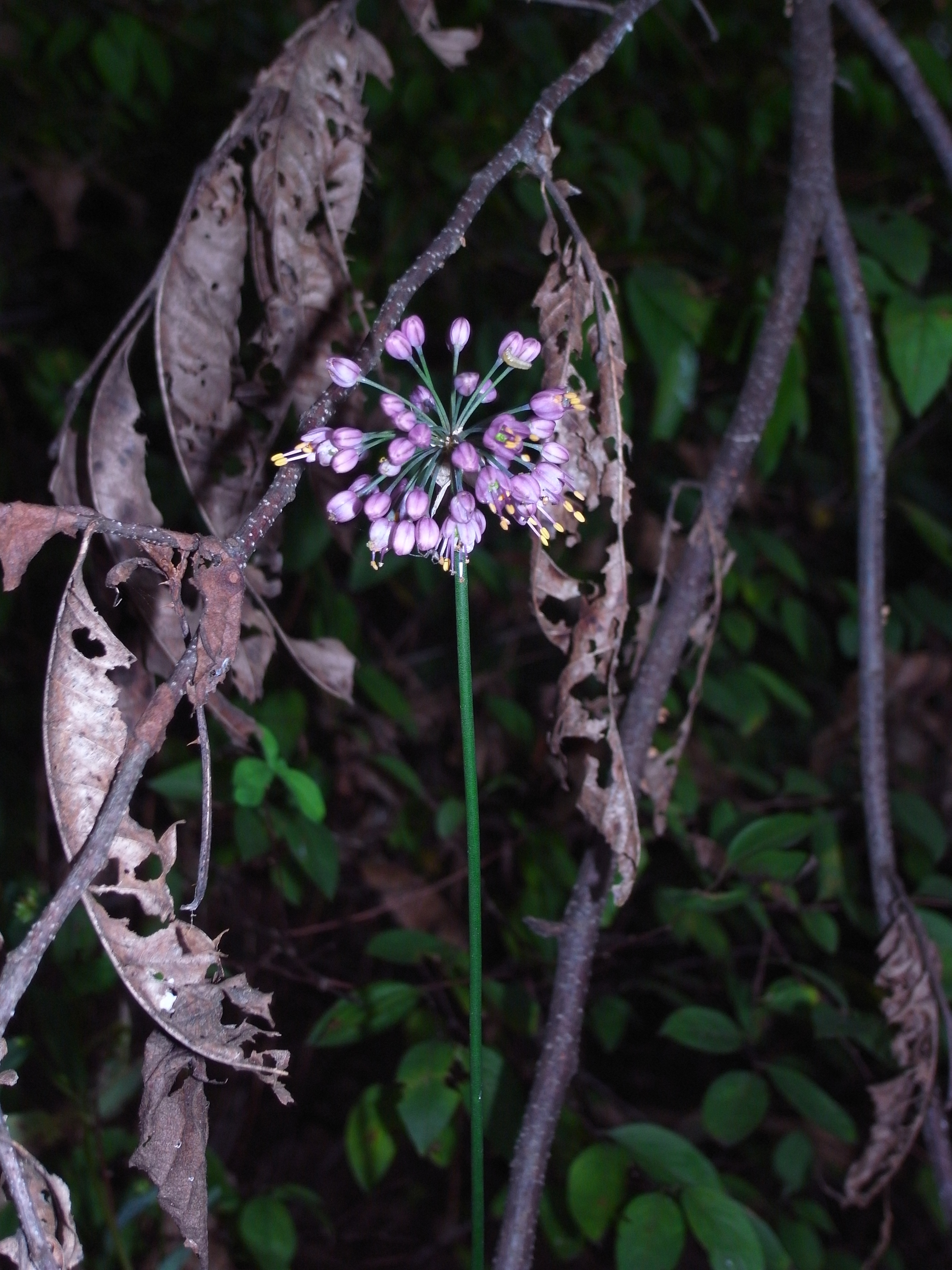
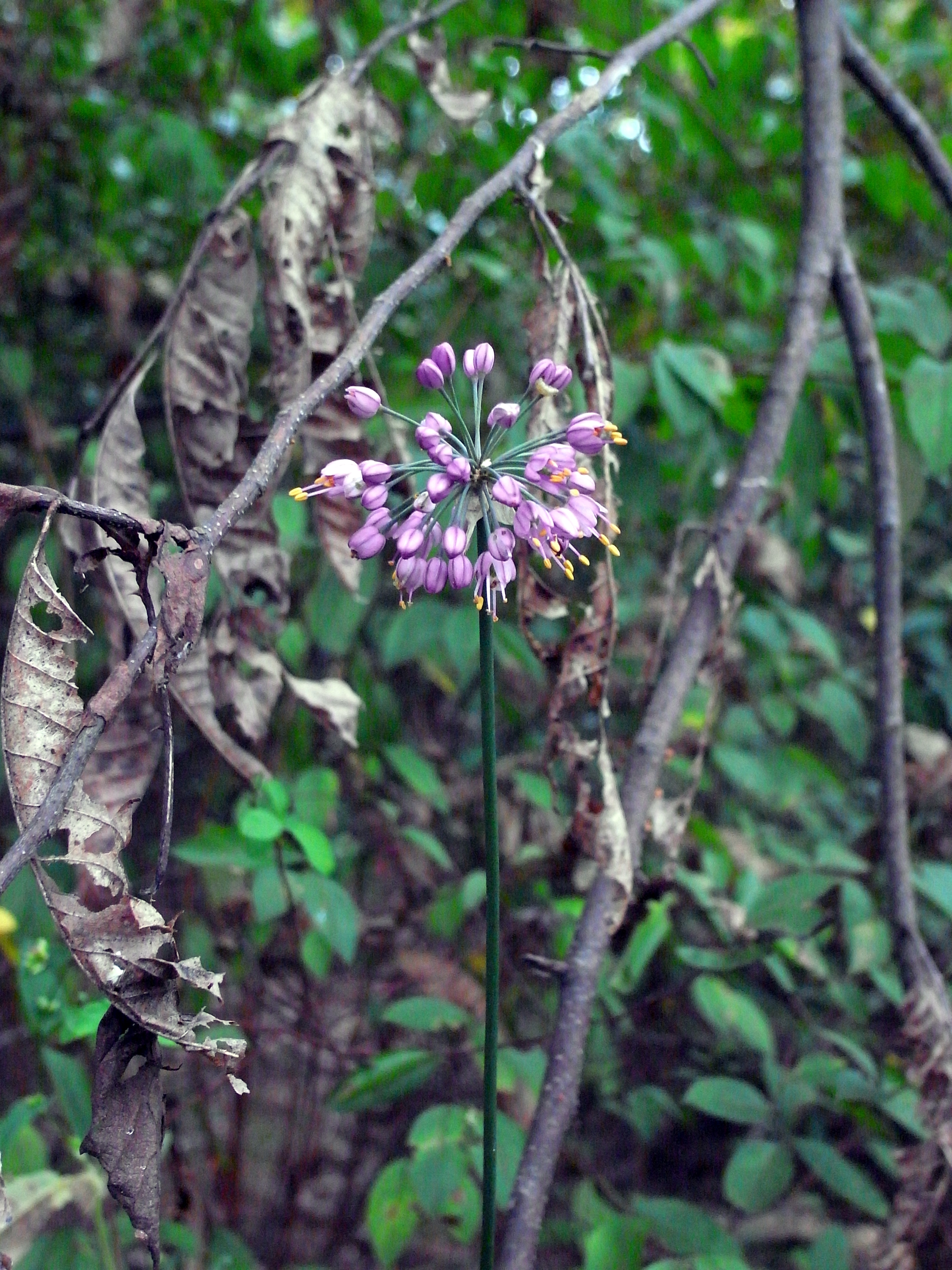
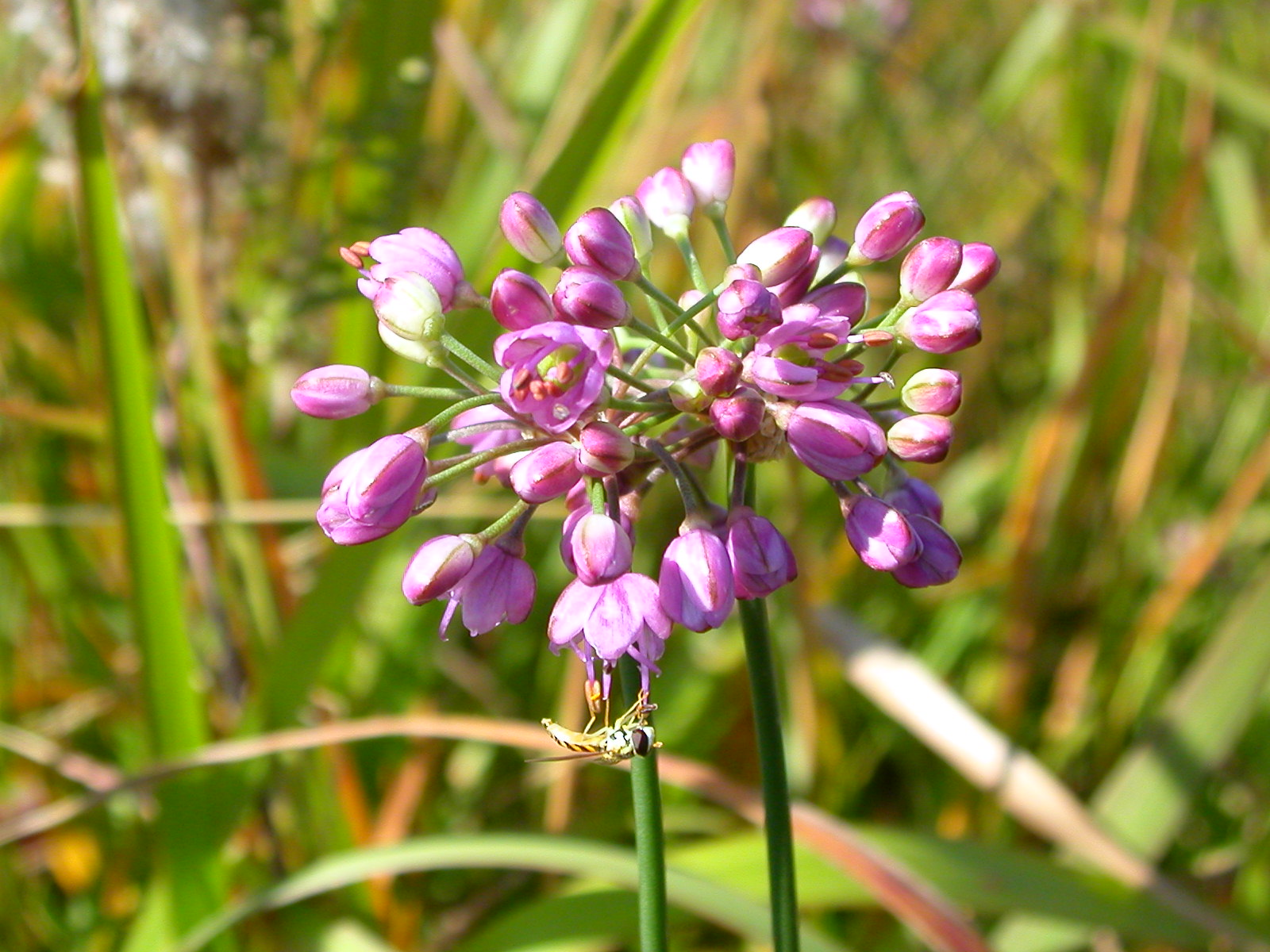